# Обешењак (ТВ филм)
„Обешењак” је југословенски ТВ филм из 1974. године. Режирао га је Боро Драшковић а сценарио је написао Александар Петровић.

## Улоге
| Глумац                 | Улога |
| ---------------------- | ----- |
| Драгомир Бојанић Гидра |       |
| Раде Марковић          |       |
| Ташко Начић            |       |
| Бранко Плеша           |       |
| Ђорђе Пура             |       |
| Зоран Ранкић           |       |
| Раде Шербеџија         |       |
| Славко Симић           |       |
| Петар Словенски        |       |
| Данило Бата Стојковић  | Џелат |
| Марко Тодоровић        |       |